# Lentithecium
Lentithecium is een geslacht van schimmels behorend tot de familie Lentitheciaceae. De typesoort is Lentithecium fluviatilea.

## Soorten
Volgens Index Fungorum telt het geslacht vijf soorten (peildatum april 2022):
| Soortnaam                    | Auteur(s)                                                      | Publicatiejaar |
| ---------------------------- | -------------------------------------------------------------- | -------------- |
| Lentithecium aquaticum       | Ying Zhang, J. Fourn. & K.D. Hyde                              | 2009           |
| Lentithecium clioninum       | (Kaz. Tanaka, Sat. Hatak. & Y. Harada) Kaz. Tanaka & K. Hiray. | 2015           |
| Lentithecium fluviatile      | (Aptroot & Van Ryck.) K.D. Hyde, J. Fourn. & Ying Zhang        | 2009           |
| Lentithecium lineare         | (E. Müll. ex Dennis) K.D. Hyde, J. Fourn. & Ying Zhang         | 2009           |
| Lentithecium pseudoclioninum | Kaz. Tanaka & K. Hiray.                                        | 2015           |